# Романово (Косихинский район)
Рома́ново — село в Косихинском районе Алтайского края, Россия. Входит в состав Контошинского сельсовета.

## География
Село находится на реке Бобровка.
Расстояние до
районного центра Косиха 19 км; краевого центра Барнаул 42 км.
Уличная сеть
В селе 7 улиц: Восточная, Заречная, Коммунаров, Луговая, Партизанская, Рабочая, Советская и Центральная.
Ближайшие населённые пункты
Логовое 4 км, Контошино 4 км, Баюново 5 км, Украинский 7 км, Озеро-Красилово 8 км, Овчинниково 9 км, Восход 10 км, Малахово 12 км, Пустынь14 км.
Климат
Климат резко континентальный. Средняя температура января минус 20 ˚C, июля — +21 ˚C. Абсолютный температурный максимум — +38 ˚C, абсолютный минимум — минус 52 ˚C. Преобладание в Косихинском районе малооблачной антициклональной погоды обуславливает низкие температуры зимой и достаточно высокие летом. Годовое количество атмосферных осадков — 350—400 мм. Примерно половина годового количества осадков выпадает в течение летних месяцев. Преобладающее направление ветра в течение года — юго-западное с переходом на северо-западное.
Транспорт
В Косихинском районе существует сеть региональных дорог, проходит федеральная трасса «Чуйский тракт» — Новосибирск — Барнаул — Горно-Алтайск — граница с Монголией. Регулярно ходят рейсовые междугородние автобусы из районного и краевого центров.

## История
В одной из работ краеведа и историка Ю. С. Булыгина пишется, что село Романово (Романовское, деревня Романова, бывшая Бердникова, Ведерникова) на реке Бобровка впервые упоминается в документах 1763 года. Село относилось к Овчинниковскому приходу (церковь Св. Первоверховных Апостолов Петра и Павла), куда ходили жители сёл Полковниково, Овчинниково, засёлка Красиловский, Романово, Контошино.
В «Списках населённых мест Томской губернии» (1868—1911 годов) прослеживается развитие села:
- 1859 год: 25 дворов, 180 жителей;
- 1893 год: деревня Романова (она же Бердникова) Косихинской волости Барнаульского уезда 77 крестьянских дворов, 11 некрестьянских, 434 жителя;
- 1911 год: деревня стала селом Романовским: 237 дворов, 1253 жителя, одноклассное училище, церковь, хлебозапасный магазин, 4 торговые лавки[9].

В «Списке населённых мест Сибирского края 1928 год» село Романово на реке Бобровка (дата основания 1830 год) входит в состав Косихинского района, в нём 358 дворов, 1647 жителей, сельсовет, лавка общества потребителей, школа 1 ступени.

## Население
| 1997 | 1998 | 1999 | 2000 | 2001 | 2002 | 2003 |
| ---- | ---- | ---- | ---- | ---- | ---- | ---- |
| 343  | ↘336 | ↘328 | ↗335 | ↘326 | ↘312 | ↗314 |
| 2004 | 2005 | 2006 | 2007 | 2008 | 2009 | 2010 |
| ↘302 | ↘294 | ↗306 | ↘302 | ↘299 | ↘289 | ↘270 |
| 2011 | 2012 | 2013 |      |      |      |      |
| ↘265 | ↘240 | ↘230 |      |      |      |      |

## Инфраструктура
В селе работают фермеры, есть магазин, сельская амбулатория. Почтовое отделение, обслуживающее жителей села Романово, находится в селе Баюново.